# Cantonul Berna
Cantonul Berna (germană: Kanton Bern; franceză Canton de Berne) e un canton al Elveției. Are o populație de circa 947.000 de locuitori. Se găsește în partea central-vestică a națiunii, iar orașul Berna este capitala sa. Populația vorbește dialectul local germano-elvețian denumit Bärndüütsch și franceza în zona Bienne.

## Geografie
Cantonul Berna este al doilea cel mai mare din Elveția după populație. Are graniță cu Cantonul Jura și Cantonul Solothurn la nord. La vest se află Cantonul Neuchâtel, Cantonul Fribourg și Cantonul Vaud, la sud Cantonul Valais. La est de Cantonul Berna se află cantoanele Uri, Nidwalden, Obwalden, Lucerna și Argovia.
Cantonul Berna este traversat de râul Aare și de afluenții săi. Suprafața cantonului este împărțită în trei. Regiunile muntoase (Berner Oberland) se află în sudul cantonului și sunt parte a Alpilor. Altitudinea maximă este de 4.274 m în vârful Finsteraarhorn. Faimoasele stațiuni din apropiere de Interlaken și Jungfrau (4.158 m) sunt situate în această zonă. Alte stațiuni din regiune sunt: Thun, Meiringen și Aareschlucht, Grindelwald, Mürren și Kandersteg. Întreaga regiune este predominant muntoasă și e renumită pentru frumusețea peisajului. În consecință, turismul este una dintre principalele surse de venit în Berner Oberland.
Regiunea de mijloc (Berner Mittelland) e constituită din văile râului Aare și Emme și de câteva coline la picioarele Alpilor Bernezi, precum și de câmpia din jurul capitalei, Berna. În partea de nord a cantonului se găsește cea de a treia regiune: regiunea lacurilor (Seenland), care este concentrată în jurul lacului Biel.
Suprafața totală a cantonului este de 5.959 km².

## Istorie
Suprafața Cantonului Berna este formată din teritorii obținute de capitală, în special în secolele XIV-XVI, fie prin cucerire sau achiziționare. Districtele obținute sunt (împreună cu data cuceririi/achiziționării):
- Laupen (1324)
- Hash e Meiringen (1334)
- Thun și Burgdorf (1384)
- Unterseen și Valea Înaltă a râului Simme (1386)
- Frutigen (1400)
- Valea Joasă a râului Simme (1439 - 1449)
- Interlaken, cu Grindelwald, Lauterbrunnen și Brienz (1528)
- Saanen sau Gessenay (1555)
- Koniz (1729)
- Jura Berneză cu Bienne (1815, de la episcopatul Basel).

Anumite regiuni cucerite au părăsit cantonul în 1798: Argovia (1415), Aigle și Grandson (1475), Vaud (1536) și Pays d'En-Haut inclusiv Chateau d'Oex (1555). Din 1798 până în 1802 regiunile muntoase au format un canton separat de Republica Elvețiană, denumit Cantonul Thun, cu capitala la Thun. Anumite porțiuni de limbă franceză din Cantonul Berna s-au separat de acesta la sfârșitul secolului XX, și din 1979 sunt parte a Cantonului Jura.
Cantonul Berna s-a unit cu Confederația Elvețiană în 1353 și a fost între 1803 și 1814 unul dintre cele șase cantoane directoriale ale Confederației Elvețiene.

## Politică
Constituția cantonală actuală este în vigoare din 1893. În 1906 constituția a fost amendată pentru a introduce alegerile populare directe ale executivului (Regierungsrat) compus din nouă membri.

## Demografie
Populația cantonului este majoritar vorbitoare de limbă germană și de confesiune protestantă.
1. ↑   http://www.rr.be.ch/rr/de/index.html Lipsește sau este vid: |title= (ajutor)